# Ernesto Chaparro
Ernesto Antonio Chaparro Esquivel (Pozo Almonte, 4 de enero de 1901-Santiago, 10 de julio de 1957) fue un futbolista chileno que jugaba de defensa.
Desarrollo toda su carrera futbolística en Colo-Colo, donde fue integrante del plantel que realizó la gira internacional de 1927.
Con la selección chilena participó en los Juegos Olímpicos de Ámsterdam 1928 y en la Copa Mundial de Fútbol de 1930.

## Trayectoria
Comenzó a jugar fútbol cuando llegó desde Antofagasta, para actuar como refuerzo de Colo-Colo para la gira internacional, donde el club albo disputó partidos con clubes de América y también con equipos en Europa. Luego de la gira se integró oficialmente al equipo y estuvo durante siete temporadas en el club y conquistó varios títulos.
Sus restos mortales descansan desde el 22 de julio de 1958 en el Mausoleo de los Viejos Cracks de Colo-Colo.

## Selección nacional
Fue internacional con la selección chilena entre los años 1928 y 1930, teniendo participación en una edición de la Copa Mundial de Fútbol y en una edición del Torneo Olímpico de Fútbol. Jugó cinco partidos oficiales, además participó en cinco partidos no oficiales, su estadística final como seleccionado fue de diez partidos.
Fue seleccionado por primera vez para asistir al Torneo Olímpico de Fútbol 1928, fue titular en el encuentro frente a Portugal por la primera ronda de los Juegos Olímpicos, que significó la eliminación del torneo para Chile al caer derrotado por 2:4. Ya eliminado, Chile disputó un torneo de consuelo frente a México y  Países Bajos, en el que Chile saldría victorioso y en el que Ernesto jugó ambos encuentros, siendo el único defensor que disputó todos los partidos en aquel torneo.
Luego fue nominado para viajar al Mundial en tierras charrúas, no fue considerado por el técnico para el debut mundialista. Estuvo en el equipo titular en el segundo partido, su buen rendimiento lo mantuvo entre los titulares para el siguiente partido en el que chile cayó derrotado y quedó eliminado del mundial.

### Participaciones en Copas del Mundo
| Torneo               | Sede    | Resultado    | Partidos |
| -------------------- | ------- | ------------ | -------- |
| Copa Mundial de 1930 | Uruguay | Primera fase | 2        |
| Total                | Total   | Total        | 2        |

### Participaciones en Juegos Olímpicos
| Torneo                  | Sede         | Resultado        | Partidos |
| ----------------------- | ------------ | ---------------- | -------- |
| Juegos Olímpicos 1928   | Ámsterdam    | Ronda preliminar | 1        |
| Torneo de Consuelo 1928 | Países Bajos | Campeón          | 2        |
| Total                   | Total        | Total            | 3        |

### Partidos internacionales
| 1     | 27 de mayo de 1928  | Estadio Olímpico, Ámsterdam, Países Bajos | Portugal     | 4-2 | Chile   | Juegos Olímpicos 1928            |
| 2     | 5 de junio de 1928  | Monnikenhuize, Arnhem, Países Bajos       | Chile        | 3-1 | México  | Torneo de Consuelo Olímpico 1928 |
| 3     | 8 de junio de 1928  | Stadion Spangen, Róterdam, Países Bajos   | Países Bajos | 2-2 | Chile   | Torneo de Consuelo Olímpico 1928 |
| 4     | 19 de julio de 1930 | Estadio Centenario, Montevideo, Uruguay   | Chile        | 1-0 | Francia | Copa Mundial 1930                |
| 5     | 22 de julio de 1930 | Estadio Centenario, Montevideo, Uruguay   | Argentina    | 3-1 | Chile   | Copa Mundial 1930                |
| Total |                     |                                           | Presencias   | 5   |         |                                  |

| 1     | 15 de junio de 1928 | Waldstadion, Frankfurt, Alemania                  | Selección de Frankfurt | 6-2 | Chile | Amistoso |
| 2     | 20 de junio de 1928 | Sportplatz am Rothenbaum, Hamburgo, Alemania      | Hamburgo               | 3-4 | Chile | Amistoso |
| 3     | 22 de junio de 1928 | VfB Stadion, Leipzig, Alemania                    | Selección de Leipzig   | 3-2 | Chile | Amistoso |
| 4     | 23 de junio de 1928 | Müngersdorfer Stadion, Colonia, Alemania          | Selección de Colonia   | 1-2 | Chile | Amistoso |
| 5     | 27 de junio de 1928 | Stade Olympique Yves du Manoir, Colombes, Francia | Red Star Olympique     | 4-3 | Chile | Amistoso |
| Total |                     |                                                   | Presencias             | 5   |       |          |

## Clubes
| Club      | País  | Año       |
| --------- | ----- | --------- |
| Colo-Colo | Chile | 1927-1934 |

## Palmarés

### Torneos locales
| Título                                             | Club      | País  | Año  |
| -------------------------------------------------- | --------- | ----- | ---- |
| Serie F de la Liga Central de Football de Santiago | Colo-Colo | Chile | 1928 |
| Liga Central de Football de Santiago               | Colo-Colo | Chile | 1929 |
| División de Honor                                  | Colo-Colo | Chile | 1930 |

### Torneos nacionales
| Título                 | Club      | País  | Año  |
| ---------------------- | --------- | ----- | ---- |
| Campeonato de Apertura | Colo-Colo | Chile | 1933 |